# Hitzone 3
TMF Hitzone 3 is een verzamelalbum. Het album, onderdeel van de serie Hitzone, werd op 6 juli 1998 uitgegeven door de Nederlandse muziekzender TMF. TMF Hitzone 3 belandde op de 1e plaats in de Verzamelalbum Top 30 en wist deze positie acht weken te behouden.

## Nummers
| Nr. | Titel                            | Uitvoerend artiest          | Duur |
| --- | -------------------------------- | --------------------------- | ---- |
| 1.  | Casanova                         | Ultimate Kaos               | 3:53 |
| 2.  | Got the Feelin'                  | 5ive                        | 3:30 |
| 3.  | We like to party! (the Vengabus) | Vengaboys                   | 3:43 |
| 4.  | I Want You to Want Me            | Solid HarmoniE              | 3:28 |
| 5.  | Follow the Leader                | The Soca Boys               | 4:14 |
| 6.  | Where Are You                    | Imaani                      | 3:20 |
| 7.  | Too Close                        | Next                        | 4:08 |
| 8.  | I'll Say Goodbye                 | Total Touch                 | 4:02 |
| 9.  | All the Things                   | Joe                         | 3:23 |
| 10. | High                             | Lighthouse Family           | 4:37 |
| 11. | Save Tonight                     | Eagle-Eye Cherry            | 4:03 |
| 12. | Feel It                          | The Tamperer featuring Maya | 3:22 |
| 13. | Edge of Heaven                   | 2 Unlimited                 | 4:14 |
| 14. | Horny '98                        | Mousse T. vs. Hot 'N' Juicy | 3:57 |
| 15. | No Tengo Dinero                  | Los Umbrellos               | 3:36 |
| 16. | Last Thing on My Mind            | Steps                       | 3:04 |
| 17. | Do You Really Want Me            | Robyn                       | 3:59 |
| 18. | Let Me Entertain You             | Robbie Williams             | 4:23 |
| 19. | All That I Need                  | Boyzone                     | 3:42 |
| 20. | Afscheid                         | Volumia!                    | 3:59 |